# 戰鬥王
《戰鬥王》（原題：Mighty Orbots）是美國美國廣播公司（ABC）電視網和日本東京電影新社合製的動畫，1984年9月8日～12月15日於美國廣播公司（ABC）電視網逢週六早晨播映，全13集。也是1980年代的日美合作動畫中，少見的偏重於日本方面主導的作品。不過雖然本片製作上為日本方面主導較多，但在日本當初並未於電視頻道播映（至2010年代才在Animax頻道播出），而是於1985年7月21日～9月21日期間，陸續發行全6卷的日語配音版錄影帶上市，並另有發行VHD（Video High Density）版本（較錄影帶版晚一個月發行）。台灣則在1986年1月12日至5月18日期間，於每星期日早上11:30～12:00（後移至11:20～11:50）時段由台視播出。

## 劇情大綱
西元2200年，隸屬銀河防衛隊的青年白少勇，率領他所開發的五名機器人，對抗意圖稱霸宇宙的電腦魔神「幽冥王」。在危機時刻，機器人則會合體組成巨大戰士「戰鬥王」，以其無敵威力擊碎未知的驚異。

## 工作人員
- 監製：Fred Silverman、藤岡豐
- 製片：Geroge Singer、池内辰夫、稻田伸生
- 製作督導：常田幸子
- 原創：Barry Glasser
- 總監督：出崎統
- 演出（助監督）：大賀俊二
- 編劇：Buzz Dixon、David Wise、Donald Glut、Douglas Booth、Kimme Ringwald、Marc Scott Zicree
- 編劇總監：高屋敷英夫
- 人物設定：杉野昭夫、近藤勝也、Ron Maidenberg
- 機械設定：板橋克己、泉口薫
- 作畫監督：杉野昭夫
- 美術監督：小林七郎
- 背景：石垣努、渋谷幸弘 等
- 描線與上色總監：山名公枝
- 原畫：荒木伸吾、金田伊功、山下將仁、田村英樹、塚田信子、須藤昌朋、內田裕、Skip Jone、Dave Spafford 等
- 片頭原畫：山下將仁 等
- 攝影監督：高橋宏固
- 配音指導：Howard Morris
- 剪輯：鶴淵允壽
- 分鏡：David Russell、Don Manuel、Larry Houston、Mitch Schauer、Tom Yakutis、Rick Hoberg、
　　　出崎統、鹿島典夫、古川順康、広川和之、奧田誠治
- 演出（各集導演）：片淵須直（第8集） 等
- 音樂：大野雄二（選曲：鈴木清司）
- 主題歌作曲：Tom Chase、Steve Rucker
- 製作：東京ムービー新社

## 登場人物／配音
※配音標記方式為：原音版（日語版）／台灣版（配音：三芳錄音公司）

### 銀河防衛隊（The Galactic Patrol）
- 白少勇（Rob Simmons）：Barry Gordon（水島裕）／台灣配音：劉錫華

銀河防衛隊的隊長，也是合體機械人「戰鬥王」的開發者兼操縱者。
- 小不點 （Ono）：Noelle North（伊藤美紀）

白少勇所完成的第一架機器人，名字「Ono」則出於他的口頭禪「Oh No」。擁有維修其他成員的能力，在戰鬥王進行合體時與白少勇共乘操縱車「Beam Car」，從戰鬪王的胸部進入，然後從自己的胸部伸出鑰匙，啟動戰鬥王的控制面板。
- 戰鬥王（The Orbots）

白少勇所開發出的巨大合體型機械人，平時為五具人類等身大小的機械人，並擁有人工智慧與不同的特殊能力。合體時則會各自巨大化，組成戰鬥王。
- 大塊頭（Tor）：Bill Martin（玄田哲章）

戰鬪王的軀幹部分。
- 大鋼牙（Crunch）：Don Messick（澤木郁也）

戰鬪王的左腳。
- 萬變仙（Bort）：Jim MacGeorge（山口健）

戰鬪王的右腳。
- 甜甜（Bo）：Sherry Alberoni（小粥よう子）

戰鬪王的左手。
- 蜜蜜（Boo）：Julie Bennett（及川）

戰鬪王的右手。
- 藍司令（Rondu）：Don Messick（平林尚三）／台灣配音：黃偉力

銀河防衛隊的首腦人物。
- 蒂雅（Dia）：Jennifer Darling（小金澤篤子）／台灣配音：崔幗夫

藍司令的女兒。

### 敵人
- 幽冥王（Umbra）：Bill Martin（笹岡繁蔵）

- 杜氏兄弟（Dragos and Drax）

- 幽冥武士（Kattron）

- 大幻魔（Plasmus）

- 矮陰靈（Mentalis）

- 怪耳朵（Torkus）

- 俏鬍子（The Ringmaster）

- 紅髮女 （Belladonna）

- 羊頭怪（Werag）

- 槍眼魔（Captain Shrike）

- Doctor Phoenix

- 老蓋仙（Drennan）

- 旁白：Gary Owens（玄田哲章）

## 劇集列表
|    | 原文標題                          | 台視標題 |
| -- | --------------------------------- | -------- |
| 1  | Magnetic Menace                   | 磁魔     |
| 2  | The Wish World                    | 無底漩渦 |
| 3  | Trapped on the Prehistoric Planet | 奮不顧身 |
| 4  | The Dremloks                      | 力挽危機 |
| 5  | Devil's Asteroid                  | 真真假假 |
| 6  | Raid on the Stellar Queen         | 鐵膽破敵 |
| 7  | The Jewel of Targon               | 水晶詭計 |
| 8  | The Phoenix Factor                | ？       |
| 9  | Leviathan                         | 霸王鯨   |
| 10 | The Cosmic Circus                 | 馬戲騙子 |
| 11 | A Tale of Two Thieves             | 化解危機 |
| 12 | Operation Eclipse                 | 正氣長存 |
| 13 | The Invasion of the Shadow Star   | 邪不勝正 |

## 註解
1. ↑  本片由於僅有13集，台視於播出時曾以穿插數集重播方式以延長播映時期。

## 外部連結
- 台灣電視資料庫[永久]
- Mighty Orbots at IMDb （页面存档备份，存于）
- Arioch's Mighty Orbots Page （页面存档备份，存于） - a fansite that has the most extensive database of Orbots-related information.
- Mighty Orbots robot toy! Wow. from www.Robot-Japan.com （页面存档备份，存于） - 尋獲台灣北府版戰鬥王玩具（實為超合金「六神合體」玩具翻模改製品）商品的影片